# Colonne de la Grande Armée

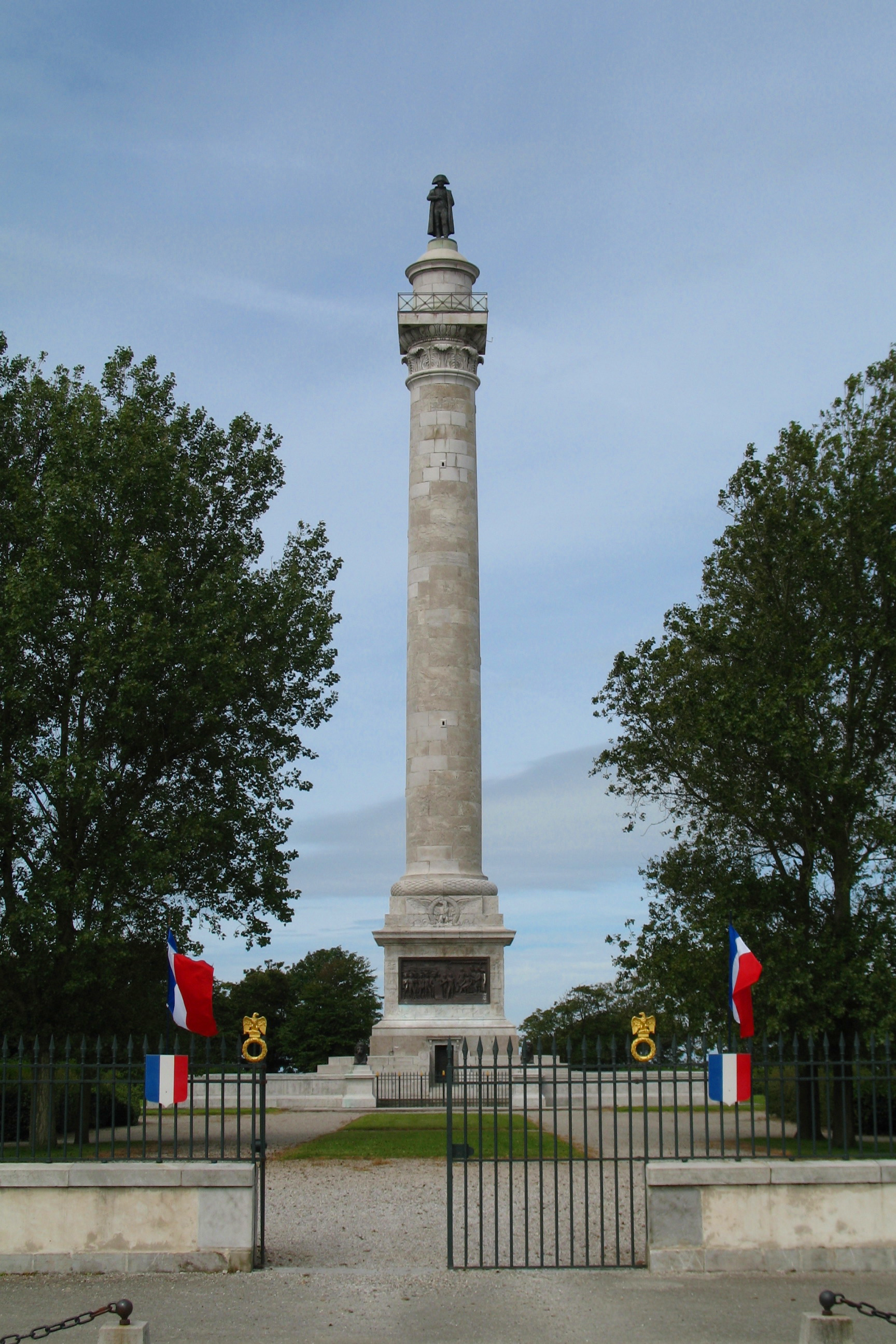
Colonne de la Grande Armée

De Colonne de la Grande Armée is een monument in de tot het departement Pas-de-Calais behorende plaats Wimille.

## Geschiedenis
Het initiatief tot het plaatsen van dit monument werd genomen in 1804, nadat Napoleon Bonaparte de eerste erekruisen van het Légion d'Honneur had uitgereikt. Voorzien was in een marmeren zuil met daar bovenop een standbeeld van Napoleon.
Het Grande Armée moest betalen voor dit initiatief, dat naar ontwerp van Éloi Labarre tot stand zou worden gebracht. Toen echter het Napoleontische rijk instortte was het monument nog niet voltooid. De zuil was slechts op halve hoogte van de geplande 54 meter. Toen werden de beeldhouwwerken vernield, het brons werd gebruikt om beelden te gieten van de Franse koningen Lodewijk XIV en van Hendrik IV. De twee leeuwen werden bewaard, want deze hadden niets met het keizerrijk van doen.
In 1819 werden de werkzaamheden hervat en in 1821 kwam het platform gereed. De zuil kreeg een nieuwe bestemming: op de top kwam een rijksappel ter ere van koning Lodewijk XVIII. Twee paviljoens en een monumentale laan kwamen eveneens gereed in 1827. De in 1830 ingestelde julimonarchie beijverde zich voor de rehabilitatie van het Napoleontische keizerrijk en aldus kwam in 1841 opnieuw een beeld van Napoleon op de zuil te staan. Napoleon is afgewend van de zee en van zijn vijand Engeland.
In 1905 werd het monument geklasseerd als monument historique.